# Stern
Stern («Штерн», с нем. — «Звезда») — немецкий информационно-политический еженедельный иллюстрированный журнал гамбургского издательства Gruner + Jahr, принадлежащего медиаконцерну Bertelsmann. Основан в 1948 году, штаб-квартира находится в Гамбурге. Наряду с журналами Der Spiegel и Focus Stern входит в тройку самых продаваемых информационно-политических еженедельных журналов Германии. Продаваемый тираж журнала — 466 019 экземпляров на 2019 год, что на 57,7 процентов меньше по сравнению с 1998 годом.

## История

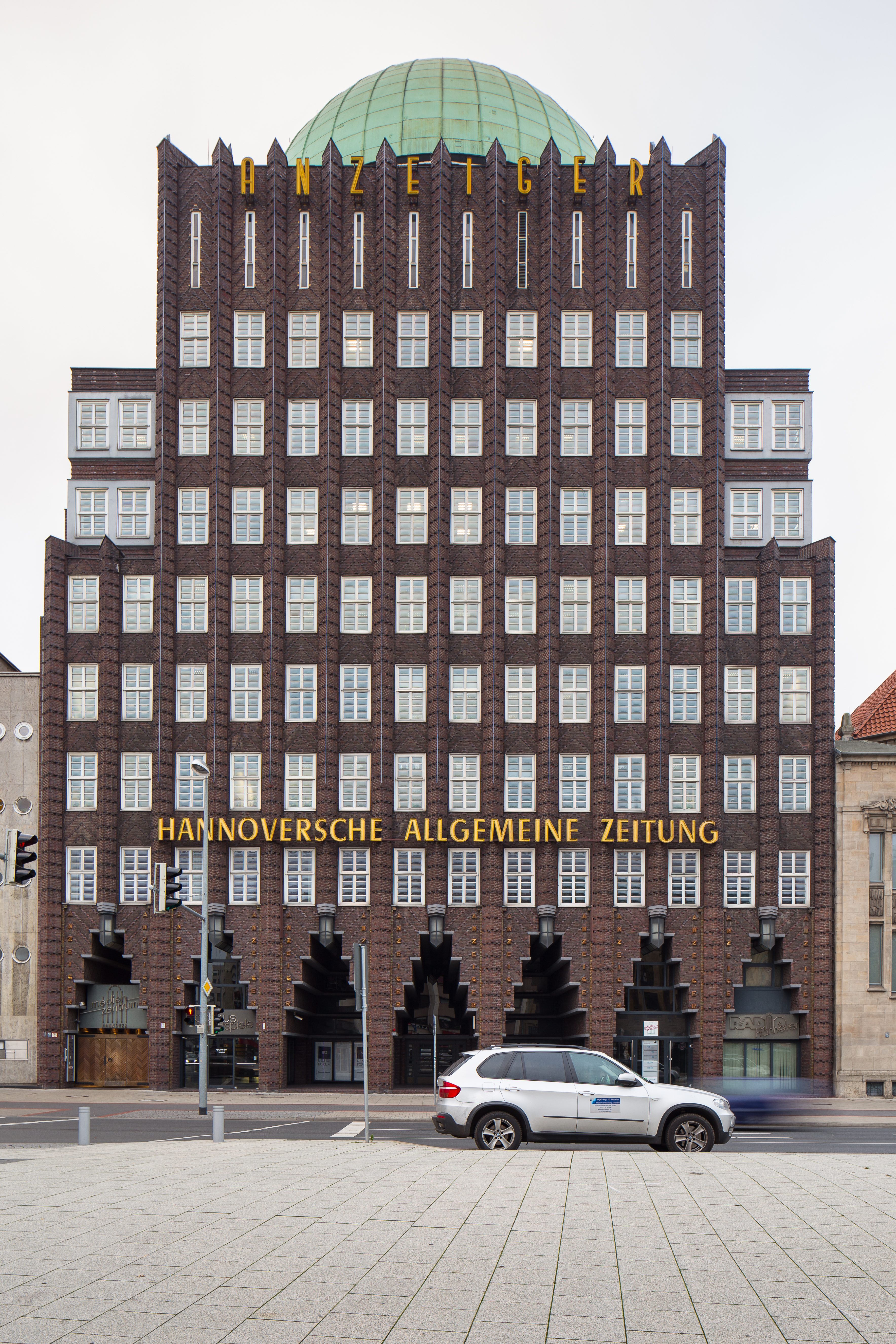
Anzeiger-Hochhaus в Ганновере

Первый тираж журнала вышел 1 августа 1948 года в новом издательстве Stern-Verlag Henri Nannen под управлением Генри Наннена и штаб-квартирой в Anzeiger-Hochhaus в Ганновере. В этом же здании начал свой путь в 1946 году главный конкурент Stern — журнал Der Spiegel. Наннен был главным редактором журнала в 1949—1980 годах, до 1983 года также являлся его издателем, сыграв большую роль в становлении издания. В 1983 году после скандала с подделанными Конрадом Куяу «дневниками Гитлера», опубликованными Stern, Наннен публично признал свою ответственность и покинул журнал.
На сегодняшний день Stern является вторым по популярности информационно-политическим журналом Германии: тираж (III, 2019 г.) Der Spiegel — 719 326, Stern — 466 019, Focus — 364 254 экземпляра.
Отличительной чертой Stern является его фокус на фотографиях, которые занимают целый разворот.